# Асимилация на талишите
Асимилацията на талишите е социокултурен процес, по време на който талишите престават да се идентифицират като част от талишката етническа и културна общност. Асимилацията протича чрез идентификация с културата, религията, националните или политическите идеали на асимилиращата среда или чрез смесени бракове.

## Асимилация
Влиянието на етническите процеси, преди всичко процеса на естествена асимилация, върху промяната в етническия състав на населението е още по-значително, отколкото в предходния период. Асимилацията от азербайджанците на народите от групата Шахдаг, таци, талиши и др., Допринесе за увеличаване на абсолютния брой на азербайджанците и техния дял в цялото население на републиката. Така при преброяването от 1959 г. и в следващите преброявания талишите наричат азербайджанския свой роден език, а себе си азербайджанци. Въпреки това част от талишите продължават да смятат талиш за свой роден език. Според преброяването от 1897 г. в Руската империя са живели 35 219 талиши, а според преброяването от 1926 г. в Азербайджанската ССР има 77 039 талиши. От 1959 г. до 1989 г. талишите не са включени в никакви преброявания като отделна етническа група, но се считат за част от азерите, т.е. турците, въпреки че талишите говорят ирански. През 1999 г. азерското правителство заяви, че в Азербайджан има само 76 800 талиши, но се смята, че това е под действителния брой предвид проблеми с регистрацията като талиши. Някои твърдят, че броят на талишите, населяващи южните райони на Азербайджан, е 500 000. Според талишкия културен център в Ленкоран има 60% от талишите в Масала, само 2 села в Ленкоран са тюркски, Астара е изцяло талиш, само в Лерик 2 села също са потурчени . Получаването на точна статистика е трудно поради липсата на надеждни източници, смесените бракове и намаляването на познанията по талишкия език. Въпреки че талишите са потиснати от бедност, безработица, липса на основна инфраструктура като електричество, те имат висока раждаемост и по този начин техният дял от населението на Азербайджан ще расте. Тези проблеми, съчетани със страх от репресии и възприятия за тайно споразумение между талишите и Армения, до голяма степен утвърждават талишите в тяхната етническа идентичност и национализъм.